# أوراق محارب الضوء
أوراق محارب الضوء (بالبرتغالية:Manual do Guerreiro da Luz) للمؤلف البرازيلي باولو كويلو هو عبارة عن مجموعة من المتفرقات للمؤلف جُمِّعَت في غلاف كتاب واحد ونشرت عام 1997.
تحتوي المجموعة على أمثال مقتبسة من تاو تي تشينغ، الإنجيل، كتاب تشوانغ تزو، التلمود وعدة مصادر أخرى. وكُتِّبَت على شكل مقاطع فلسفية قصيرة.

## قصة الكتاب
قالت المرأة، هناك جزيرة تقع إلى الغرب من القرية مباشرة، ويتربع على قمتها معبد ضخم يحتوي على أجراس عديدة، لاحظ الفتى غرابة ملابس المرأة، والوشاح الذي تعتمده على رأسها وتأكد أنه لم يسبق له أن رأها من قبل؛ سألته: هل سبق لك أن زرت ذلك المعبد؟ إذهب إلى هناك وأبلغني رأيك فيه؟ صُعق الفتى بحبال المرأة، ثم توجه إلى المكان الذي دلته عليه، جلس الفتى على الشاطئ؛ وراح يحدق في الأفق، لكنه لم ير إلا ما اعتاد دوماً على رؤيته: السماء الزرقاء.شعر الفتى بخيبة شديدة وما لبث أن توجه إلى قرية قريبة يستخدمها الصيادون، ثم راح يسأل الذين إلتقاهم أن كانوا يعرفون شيئاً عن الجزيرة التي تضم المعبد، قال له أحد الصيادين المتقدمين في السن: "آه كان ذلك منذ سنوات عديدة، أي عندما كان أجدادي على قيد الحياة، حدثت هزة أرضية وابتلع البحر تلك الجزيرة، ومع أننا بتنا بعجز عن رؤيتها، لكنا ما نزال قادرين على سماع أصوات أجراس المعبد عندما يشرع المحيط بقرعها في الأعماق؛ عاد الفتى إلى الشاطئ وحاول أن يسمع أصوات الأجراس.
أمضى المساء بكامله هناك، لكنه لم يتمكن من سماع أي شيء وعدا صوت الموج، وصراخ طيور النورس... ومع أن الفتى لم يستطع سماع أصوات أجراس ذلك المعبد القديم، لكنه تعرف على أمور أخرى؛ وأدرك أنه بدأ يعتاد على سماع أصوات الأمواج التي لم تعد غامضة بالنسبة إليه؛ بدأ بعد فترة قصيرة بالتعود على صراخ طيور النورس، وعلى طنين النحل، وهبوب الريح التي تخترق أشجار النخيل.مرت سنوات عديدة، كبر الفتى وأصبح رجلاً ثم عاد إلى القرية، وإلى الشاطئ الذي أمضى بقربه أجمل أيام طفولته، لم يعد يحلم بالعثور على الكنز الفارق في أعماق البحر، لأن ذلك الكنز قد يكون من صنع مخيلته فقط، ولعله لم يسمع، بالفعل، أصوات الأجراس الغارقة.في ذلك المساء الغامض من مساءات طفولته، لكنه قرر، مع ذلك، أن يسير بمحاذاة الشاطئ، وأن يضفي إلى ضجيج الرياح، وإلى صرخات طيور النورس، هل تتصورون هول المفاجأة التي شعر بها الفنى عندما رأى، فوق ذلك الشاطئ، تلك المرأة التي تحدثت معه لأول مرة عن الجزيرة ومعبدها؟ سألها: ماذا تفعلين هنا؟ أجابت: كنت انتظرك.لاحظ الفتى أن ملامح المرأة بقيت على حالها برغم مرور الأعوام، وأن الحجاب الذي يغطي شعرها لم تشحب ألوانه مع مرور الزمن، ناولت دفتر مذكرات أزرق اللون يحتوي على صفحات فارغة؛ «اكتب: يقدّر محارب الضوء عيون الأطفال، لأنها قادرة على التطلع إلى عالم يخلو من المرارة، وعندما يريد أن يعرف ما إذا كان الشخص الواقف إلى جانبه يستأهل ثقته، فسيحاول أن يراه كما يفعل الأطفال»، ومن يكون محارب الضوء هذا؟ «ابتسمت وأجابت أنت تعرفه جيداً، أنه ذلك الشخص الذي يقدر على فهم معجزة الحياة، وفهم كيفية النضال من أجل أمر ما يؤمن به حتى النهاية ويقدر على سماع الأجراس التي تقرعها الأمواج تحت قاع البحر».هكذا يحاول «باولو كويلو» تغليف أسلوبه بطابع رمزي محبب يجعله قادراً على المضي إلى أبعد الحدود في إستلهاماته وفلسفاته معرجاً على الفلسفة اليونانية من خلال تصويره سلوكيات محارب الضوء هذا وأخلاقياته؛ إلا أن التصوف الإسلامي ما غاب عن أفكار «باولو» إلى درجة وعلى ما يبدو أن شخصية «محارب الضوء» هذا كانت مستوحاة من قصةٌ لأحد كبار متصوفي الإسلام، والتي ساقها في مقدمة روايته هذه التي تستوقف القارئ مراراً وتكراراً متأملاً في إستشفافاتها وفي رمزيتها وفي فلسفتها إلى أبعد الحدود وإلى أبعد ما في السطور.

## نبذة عن الكاتب
ولد باولو كويلو في ريو دي جانيرو عام 1947. قبل أن يتفرغ للكتابة، كان يمارس الإخراج المسرحي، والتمثيل وعمل كمؤلف غنائي، وصحفي. وقد كتب كلمات الأغاني للعديد من المغننين البرازيليين أمثال إليس ريجينا، ريتا لي راؤول سييكساس، فيما يزيد عن الستين أغنية. ولعه بالعوالم الروحانية بدء منذ شبابه كهيبي، حينما جال العالم بحثا عن المجتمعات السرية، وديانات الشرق. نشر أول كتبه عام 1982 بعنوان «أرشيف الجحيم»، والذي لم يلاق أي نجاح. وتبعت مصيره أعمال أخرى، ثم في عام 1986 قام كويلو بالحج سيرا لمقام القديس جايمس في كومبوستيلا. تلك التي قام بتوثيقها فيما بعد في كتابه «الحج». في العام التالي نشر كتاب «الخيميائي»، وقد كاد الناشر أن يتخلي عنها في البداية، ولكنها سرعان ما أصبحت من أهم الروايات البرازيلية وأكثرها مبيعا. حاز على المرتبة الأولى بين تسع وعشرين دولة. ونال على العديد من الأوسمة والتقديرات.

## وصلات خارجية
- صفحة رواية أوراق محارب الضوء على موقع جود ريدز